# Paris Camargue
Pour plus de détails, voir Fiche technique et Distribution.
Paris Camargue est un film français réalisé par Jack Forrester et sorti en 1935.

## Synopsis
En Camargue, le riche propriétaire Jules Fabregoul gaspille toute sa fortune pour complaire à sa maîtresse, une actrice parisienne aux goûts de luxe. Mais il n'est pas le seul à être dans de mauvais draps, sa nièce a des problèmes sentimentaux : elle se croit trompée par son fiancée Gérard, artiste de music-hall. La pauvre enfant se réfugie chez la sœur de Jules, la tante Fabregoul, directrice d'un foyer pour jeunes filles repenties. Heureusement Gérard n'a pas fauté et c'est l’enregistrement d'une émission de radio qui servira de cadre à la réconciliation des tourtereaux.

## Fiche technique
- Titre : Paris Camargue
- Autres titres : La vie est si belle ou La vie est belle
- Réalisation : Jack Forrester
- Assistant réalisateur : Henri Calef
- Scénario : Claude Prinvault
- Adaptation et dialogues : René Pujol
- Musique : Charles Tucker
- Pays de production :  France
- Producteurs : Jack Forrester, André Parant
- Directeur de production : André Parant
- Société de production : Forrester - Parant Productions
- Société de distribution : Forrester-Parant
- Genre : Comédie
- Durée : 80 minutes
- Format : Noir et blanc - Négatif et Positif : 35 mm - Son : Mono - Format : 1 x 1,37
- Tournage : en Camargue
- Date de sortie : 
  - France : 6 septembre 1935

## Distribution
- Albert Préjean : Gérard Davilliers
- Max Dearly : Jules Fabrejoul
- Monique Rolland : Monique
- Simone Cerdan : Martine
- Julien Carette : Escanette
- Pierre Stephen : l'ami de Gérard
- Marguerite Pierry : la tante Fabrejoul
- Ginette Leclerc : Margot
- Pierre Finaly
- Luce Fabiole
- Simone Badler
- Anthony Gildès
- Paule Launay
- René Baranger